# Milano-Torino 1903
La Milano-Torino 1903, quarta edizione della corsa, si svolse il 24 maggio 1903 su un percorso di 150 km. La vittoria fu appannaggio dell'italiano Giovanni Gerbi, che completò il percorso in 4h23'18", precedendo i connazionali Giovanni Rossignoli e Ferdinando Coppa.

## Ordine d'arrivo
| Pos. | Corridore           | Squadra | Tempo    |
| ---- | ------------------- | ------- | -------- |
| 1    | Giovanni Gerbi      | -       | 4h23'18" |
| 2    | Giovanni Rossignoli | -       | a 22'40" |
| 3    | Ferdinando Coppa    | -       | ?        |
| 4    | Francesco Amelli    | -       | ?        |
| 5    | Enzo Spadoni        | -       | ?        |
| 6    | Giuseppe Ivaldi     | -       | ?        |